# Pontogammaridae
Pontogammaridae är en familj av kräftdjur som beskrevs av Edward Lloyd Bousfield 1977. Pontogammaridae ingår i ordningen märlkräftor, klassen storkräftor, fylumet leddjur och riket djur.